# 理查德·波特曼
理查德·波特曼（英語：Richard Portman）为一位美国音讯工程师。他曾赢得了一次奥斯卡最佳音响效果奖，并在此奖项上被提名10次。他在1963年至2004年期间参与了160多部电影的制作。波特曼后来在佛罗里达州立大学任教，摔倒后他死于并发症。

## 精选影视作品
莫尔顿获得过一次奥斯卡奖，并获得过10次提名。
获奖：
- 猎鹿人 (1978)[3]

提名：
- 吾父吾子（英语：Kotch） (1971)[4]
- 教父 (1972)[5]
- 候选人（英语：The Candidate (1972 film)） (1972)[5]
- 纸月亮 (1973)[6]
- 海豚之日（英语：The Day of the Dolphin） (1973)[6]
- 新科学怪人 (1974)[7]
- 俏佳人（英语：Funny Lady） (1975)[8]
- 矿工的女儿（英语：Coal Miner's Daughter (film)） (1980)[9]
- 金色池塘 (1981)[10]
- 怒河春醒（英语：The River (1984 film)） (1984)[11]